# M/S Estonia
El M/S Estonia fue un ferry-crucero internacional de pasajeros y automóviles construido en el astillero alemán de Meyer Werft, en Papenburgo, de bandera estonia. Se hundió el 28 de septiembre de 1994 en aguas finlandesas del mar Báltico cerca de las islas Åland, cobrando la vida de 852 personas. Navegó desde 1980, bajo los nombres de Viking Sally, Silja Star y Wasa King. Luego fue propiedad de la Estline Marine Company, durante el año anterior a su hundimiento. En el momento de su hundimiento realizaba la ruta entre Tallin (Estonia) y Estocolmo (Suecia).

## Historia
El buque fue encargado originalmente por SF Line, Finlandia, pero ya tenían otros dos más en construcción, por lo que, SF Line decidió vender el contrato a Rederi Ab Sally, uno de sus compañeros en el consorcio de Viking Line. Los constructores del buque, Meyer Werft de Alemania, habían construido un gran número de barcos para varias empresas asociadas a Viking Line durante los años 1970. Digna de mencionar es la construcción de la proa del nuevo barco, que consistió en acceso por la proa que se abría hacia arriba y una rampa para automóviles que se acoplaba dentro de la proa al cerrarse, lo cual proporcionaba un aspecto elegante. No obstante, esta tuvo fatales resultados para el buque. Una construcción de proa idéntica fue también usada en el M/S Diana II, construido por el mismo astillero para Rederi AB Slite un año antes.

### Viking Line
El 29 de julio de 1980, el Viking Sally fue entregado a Rederi Ab Sally, Finlandia y fue puesto en servicio en la ruta entre Turku, Mariehamn y Estocolmo. En ese momento era el buque más grande para cubrir esa ruta. Como todos los barcos, el Viking Sally sufrió algunos incidentes durante su servicio en Viking Line: Encalló en la isla de Åland en mayo de 1984 y sufrió algunos problemas de propulsión en abril del año siguiente. En 1985 la nave fue reconstruida modificando su popa con una «cola de pato».
El año 1987 trajo cambios para la Viking Line. Rederi Ab Sally llevaba varios años experimentando dificultades financieras. A finales de 1987, Effoa y Johnson Line, los dueños de Viking Line fueron los rivales principales de Silja Line, que compró el barco. SF Line y Rederi AB Slite forzaron que Viking Sally fuera retirada de Viking Line. El Viking Sally fue operado por Rederi AB Slite en la misma ruta comercial los tres años siguientes.

### EffJohn
Cuando su contrato acabó en abril de 1990, el Viking Sally tuvo un insólito cambio de servicio. Se pintó con los colores de Silja Line, fue rebautizado como Silja Star y se le adjudicó la misma ruta que había realizado para Viking Line: Turku - Mariehamn - Estocolmo. El motivo fue que el nuevo buque de Silja, destinado para el servicio de Helsinki-Estocolmo, sufrió retrasos en su construcción y, hasta que estuviera listo para noviembre de 1990, se transfirió a esa ruta  uno de los ferris de Turku-Estocolmo, el M/S Wellamo. En 1990 Effoa, Johnson Line y Rederi Ab Sally se fusionaron, formando EffJohn.
En la primavera siguiente, el Silja Star comenzó su servicio con la Wasa Line, otra empresa propiedad de EffJohn. Su nombre fue cambiado a Wasa King y sirvió en rutas que unen Vaasa, Finlandia con Umeå y Sundsvall en Suecia.

### Estline

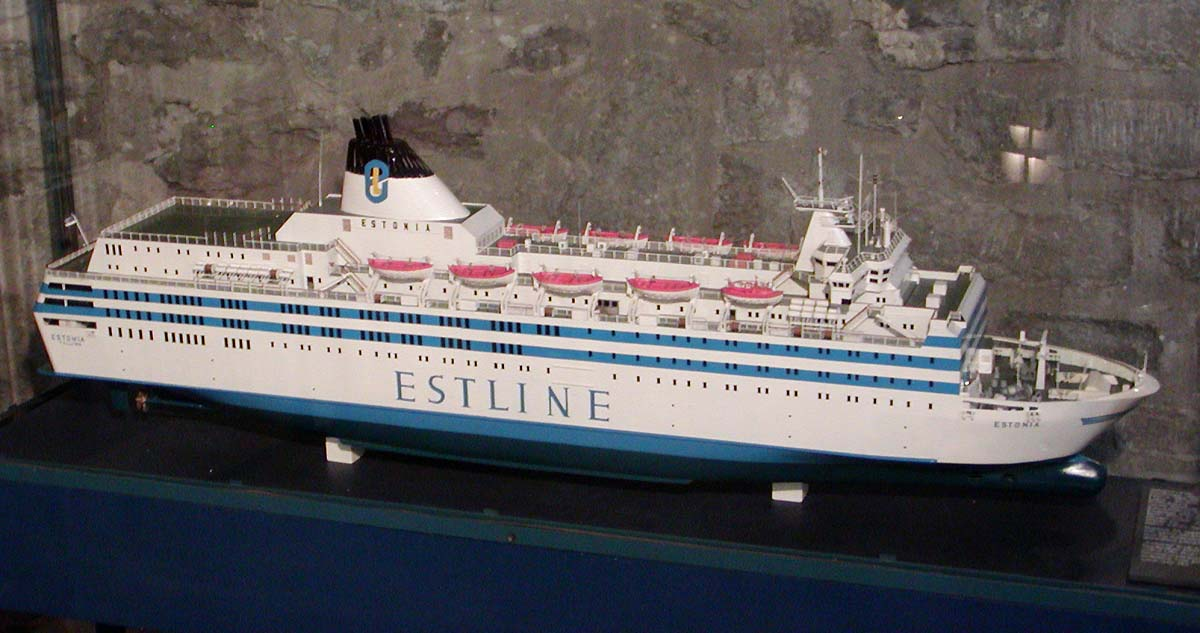
Maqueta del M/S Estonia en el Museo Marítimo de Tallin.

En enero de 1993, al decidirse en EffJohn que las operaciones de Wasa Line se incorporaran a las de Silja Line, el Wasa King fue vendido a Nordström & Thulin para su explotación en la ruta Tallin-Estocolmo de la compañía EstLine bajo el nombre de Estonia. La auténtica titularidad del barco era un tanto compleja, a fin de que Nordstöm & Thulin pudiera obtener un crédito para la compra del barco. Si bien Nordström & Thulin era la empresa que había comprado el buque, constaba como propietaria la compañía Estline Marine Co Ltd de Nicosia (Chipre), que alquiló el barco a E.Liini A/S de Tallin, Estonia (empresa filial de Nodström & Thulin y ESCO), que a su vez lo alquiló a EstLine Ab. Por consiguiente, el barco estaba registrado simultáneamente tanto en Chipre como en Estonia.

## El desastre

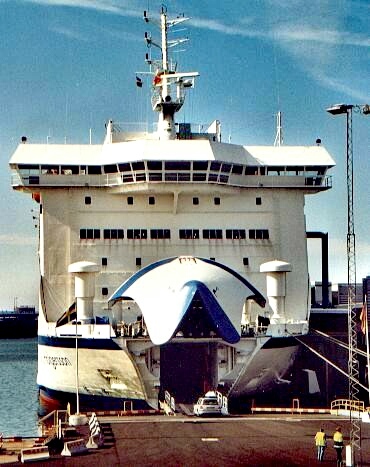
Algunos ferris, como el de la imagen, tienen una rampa en la proa que se llama visera de proa y sirve para transportar vehículos. En el caso del M/S Estonia la noche del accidente el fuerte oleaje arrancó la proa del barco y debido a que se introdujo gran cantidad de agua acabó provocando su vuelco y su hundimiento.

El desastre del Estonia ocurrió a las 00:58 del 28 de septiembre de 1994, cuando atravesaba el mar Báltico, en ruta de Tallin a Estocolmo, con 989 pasajeros, además de la tripulación.
El M/S Estonia estimaba llegar a Estocolmo aproximadamente a las 09:30. Las condiciones atmosféricas eran duras, con un viento de 15 a 20 m/s y una significativa altura de las olas (de 3 a 4 metros). Se informó que algunas olas medían más de 15 metros (50 pies) y había rachas de viento de más de 30 m/s (65 millas por hora).
La causa directa del accidente fue un fallo en los cierres del acceso de vehículos de proa, que se rompió ante la presión del oleaje, sin embargo la estructura del barco ya presentaba mal mantenimiento. Los brazos encargados del cierre de la compuerta de proa estaban oxidados y mal sujetos, con el balanceo de la marea y las fuertes olas golpeando la compuerta, acabaron por romper la sujeción de los cierres arrancando la visera de proa. Cuando se desprendió del barco, derribó la rampa que protegía la cubierta de coches que había al otro lado de la visera. El agua que inundó la cubierta de coches desestabilizó el barco y comenzó una cadena catastrófica de acontecimientos que hundieron al Estonia (problemas similares también hundieron al M/S Herald of Free Enterprise en 1987 y al  Princess Victoria en 1953).
El primer signo de peligro fue un extraño sonido metálico alrededor de la 01:00, cuando el barco estaba en las afueras del archipiélago de Turku; pero una inspección de la visera no mostró daños visibles. A las 01:20 aproximadamente, se oyó por el sistema de megafonía una débil voz femenina diciendo: Häire, häire, laeval on häire (‘Alarma, alarma, alarma en el barco’). Siguió una alarma interna para la tripulación también emitida por megafonía. Poco después, se dio la alarma general para subir a los botes salvavidas. Pronto el navío se escoró de 30 a 40 grados a estribor aproximadamente, lo que hizo prácticamente imposible moverse dentro del barco de forma segura. Las puertas y vestíbulos se convirtieron en trampas mortales. Para entonces, los que iban a sobrevivir estaban ya sobre la cubierta. La señal de socorro fue comunicada por el equipo de barco a las 01:22. Debido a la falta de energía eléctrica, el barco no pudo dar su posición, y esto retrasó la operación de rescate. Un ferry de pasajeros de Viking Line, el M/S Mariella llegó a la escena del accidente a las 02:12; el primer helicóptero de rescate llegó a la 03:05.

### Llamada de auxilio (en inglés)
- 1:22 - Los motores se detienen.

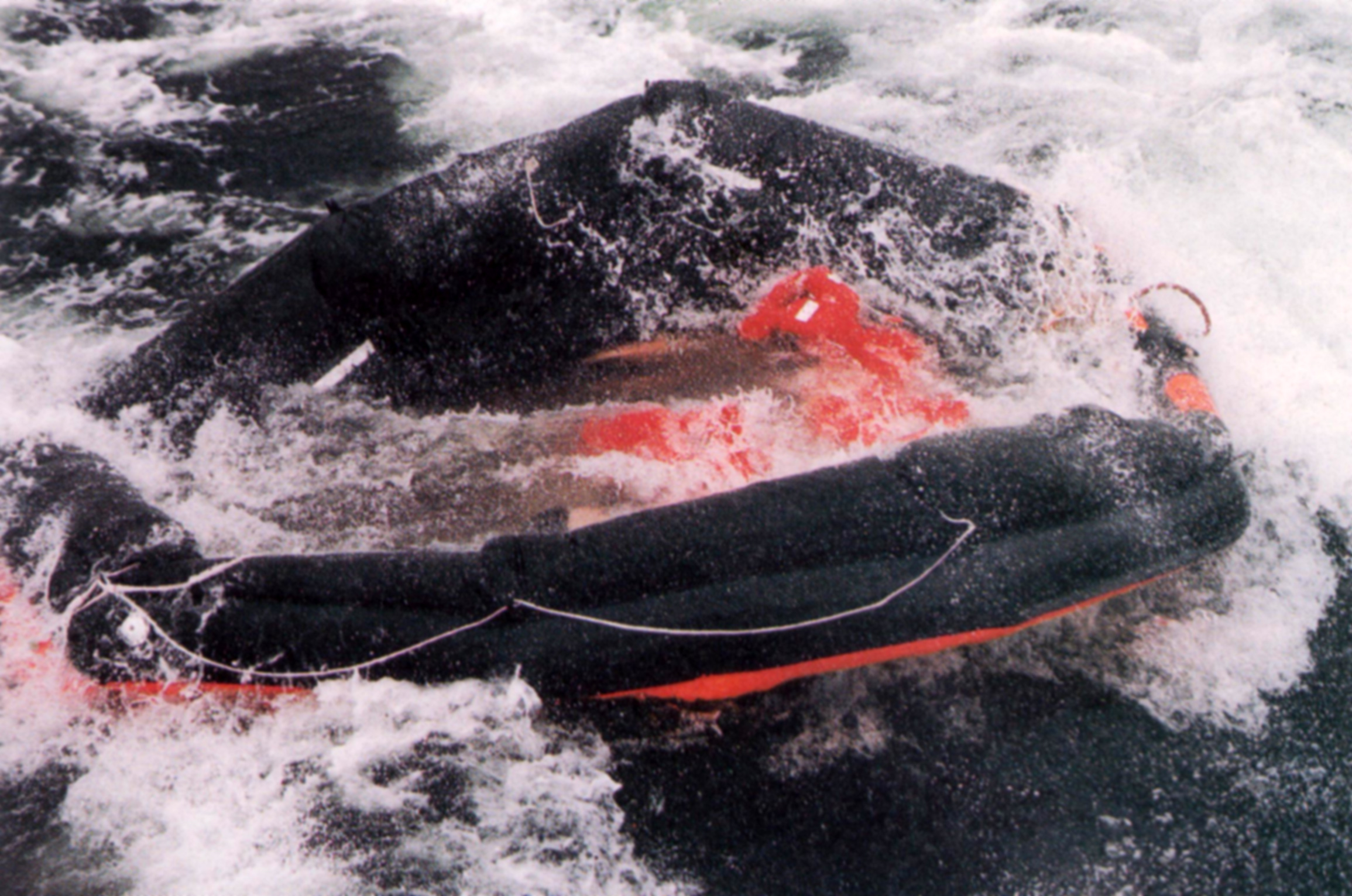
Una de las balsas salvavidas del Estonia completamente anegada.

  - 1:21:59 - MS Estonia: Mayday Mayday, Estonia please.
  - 1:22:19 - MS Mariella: Estonia, Mariella. Estonia, Mariella, over.
  - 1:23:13 - MS Estonia: Europa, Estonia, Silja Europa, Estonia.
  - 1:23:22 - Silja Europa: Estonia, this is Silja Europa replying on channel 16.
  - 1:23:29 - MS Estonia: Silja Europa.
  - 1:23:37 - Silja Europa: Estonia, this is Silja Europa on channel 16.
  - 1:23:57 - MS Estonia: Silja Europa, Viking, Estonia.
  - 1:24:00 - MS Mariella: Estonia, Estonia.
  - 1:24:01 - MS Estonia: Mayday Mayday.
  - 1:24:07 - MS Estonia: Silja Europa, Estonia.
  - 1:24:10 - Silja Europa: Estonia, Silja Europa, Are you calling Mayday? Estonia, What's going on? Can you reply?
  - 1:24:33 - MS Estonia: This is Estonia, Who is it there? Silja Europa, Estonia.
  - 1:24:41 - Silja Europa: Yes, Estonia, this is Silja Europa.
  - 1:24:45 - MS Estonia: Good morning. Do you speak Finnish?
  - 1:24:46 - Silja Europa: Yes, I speak Finnish.
  - 1:24:47 - MS Estonia: Yes, we have a problem here now, a bad list to the right side. I believe that it was twenty, thirty degrees. Could you come to our assistance and also ask Viking Line to come our assistance?
  - 1:25:00 - Silja Europa: Yes, Viking Line is just behind us and they surely got the information. Can you give our position?
  - 1:25:06 - MS Estonia: We have black out, we cannot get it now. I cannot say it.
  - 1:25:14 - Silja Europa: Okay, understood, we'll take measures.
- 1:25 - El generador principal se detiene. Apagón 10-15 segundos. Se inicia el generador de emergencia en la cubierta 8.
  - 1:25:26 - MS Mariella: Silja Europa, Mariella.
  - 1:25:29 - Silja Europa: Yes, Europa here, Mariella... This is Europa 16.
  - 1:25:36 - MS Mariella: Did you determine their position, is it they who are on our port side?
  - 1:25:41 - Silja Europa: No, I din't get any position from them, but they must be in the neighbourhood, they have 20-30 degrees starboard list and black out.
  - 1:25:52 - MS Mariella: I think that they are on our port side here approximately 45 degrees.

Del total de 989 personas a bordo solo 137 fueron rescatadas. El accidente se cobró 852 vidas (501 suecos, 285 estonios, 17 letones, 11 rusos, 10 finlandeses, 6 noruegos, 5 alemanes, 5 daneses, 3 lituanos, 2 marroquíes, 1 bielorruso, 1 británico, 1 canadiense, 1 francés, 1 neerlandés, 1 nigeriano y 1 ucraniano), por ahogamiento e hipotermia (el agua estaba a una temperatura de 8°C [46 °F]). Solo 92 cuerpos fueron recuperados.
La posición del casco en el momento de su hundimiento 59°23′N 21°42′E, aproximadamente a 22 millas náuticas (41 kilómetros) virando 157° desde la isla de Utö (Finlandia), muy cerca de la frontera marítima con Estonia.
El hundimiento fue uno de los peores desastres marítimos del siglo XX. Es uno de los hundimientos de un barco europeo en tiempos de paz más mortíferos, después del RMS Titanic (1912) y el RMS Empress of Ireland (1914), y el naufragio en tiempos de paz más mortífero ocurrido en aguas europeas, con 852 vidas perdidas. Hay monumentos conmemorativos del accidente en Tallin y en Suecia.

## Fallos en la respuesta a la emergencia

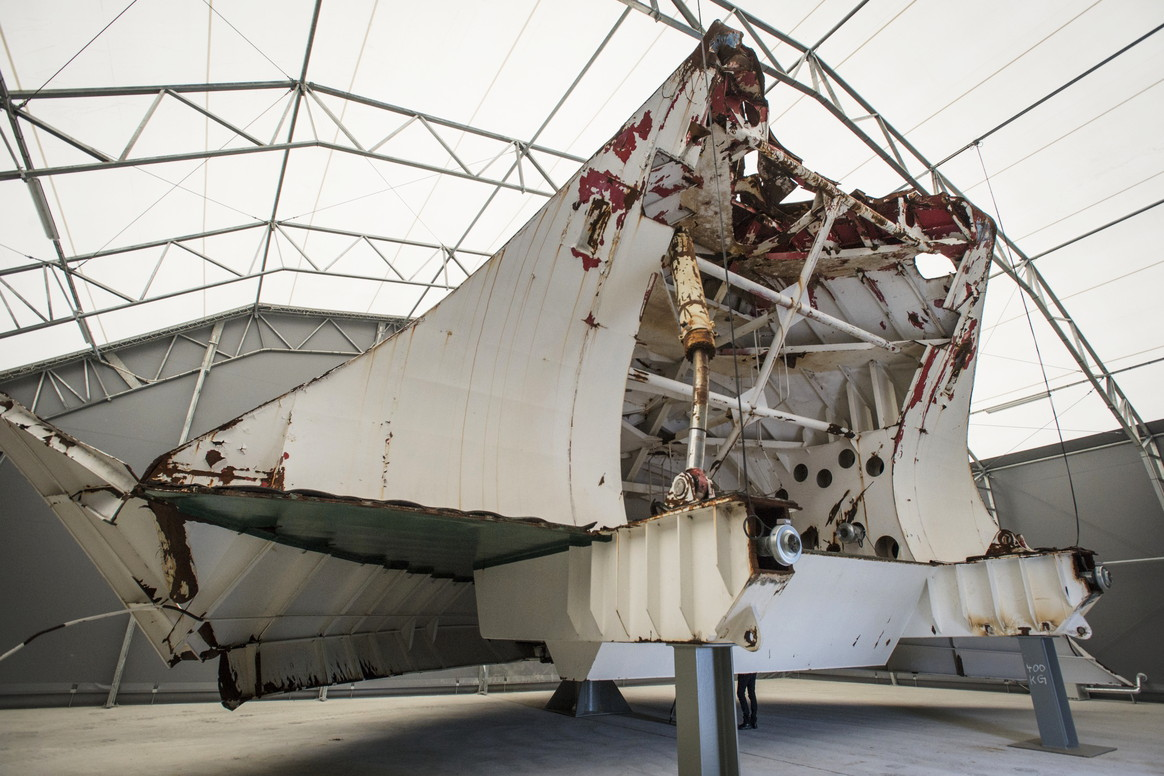
La visera de proa del Estonia fue la única parte que se rescató de todo el casco del buque. Estaba separada del resto del pecio porque se rompió por el fuerte oleaje, y ese hecho fue el desencadenante del naufragio.

El accidente sacó a la luz un gran número de defectos en los sistemas de rescate durante y después del hundimiento del ferry. Algunas de las conclusiones más importantes fueron:
- Un mensaje claro hubiera podido salvar muchas vidas. La mayor parte de los fallecidos nunca lograron salir de la nave. Cuando el barco se escoró más de 30 grados, poder desplazarse dentro del barco resultó casi imposible y muy peligroso, debido al riesgo de caídas o resultar aplastado por los objetos que caían.
- Muchos pasajeros no sabían cómo inflar las balsas salvavidas o utilizar los chalecos salvavidas proporcionados.
- Era muy difícil abordar las balsas y, además, se volcaban fácilmente. Una balsa volcada no proporcionaba protección contra las condiciones atmosféricas.
- Un único efectivo de rescate por helicóptero no fue suficiente. Al menos debe haber dos personas en el equipo, mientras que otro hombre trabaja. Muchos de los participantes en el rescate resultaron heridos.
- El navío contaba con un mantenimiento pésimo; no solo los cierres de la visera de proa estaban oxidados, sino que los chalecos salvavidas y las balsas estaban picadas y no podían inflarse, por lo que mucho material resultó inútil y no pudo usarse.
- La investigación tras el naufragio también añadió parte de la culpa en la tripulación del navío, ya que no se encargaron de evacuar a los pasajeros cuando aun había posibilidad de hacerlo. Tampoco explicaron el uso de los chalecos salvavidas y balsas.
- En una de las anteriores restauraciones del Estonia, además, añadieron una capa de pintura sin tener en cuenta las puertas exteriores desde donde se cogían los chalecos y balsas de emergencia en caso de naufragio. Al secarse la pintura haría imposible abrir esas puertas, por tanto, mucho material quedó sin utilizarse ya que los pasajeros eran incapaces de abrirlas.
- La propia estructura del barco era inestable. Contaba con un casco acampanado, que si bien le daba una apariencia estética elegante, se aconsejó cambiar su forma ya que no lo hacía viable ni estable en caso de fuertes temporales. Aun así, no se tuvo en cuenta esa advertencia, por tanto, durante la noche del naufragio, las olas y el fuerte temporal, su estructura no hizo más que ayudar a escorarse con más rapidez.

## Causas del desastre

### Investigación e informe oficiales

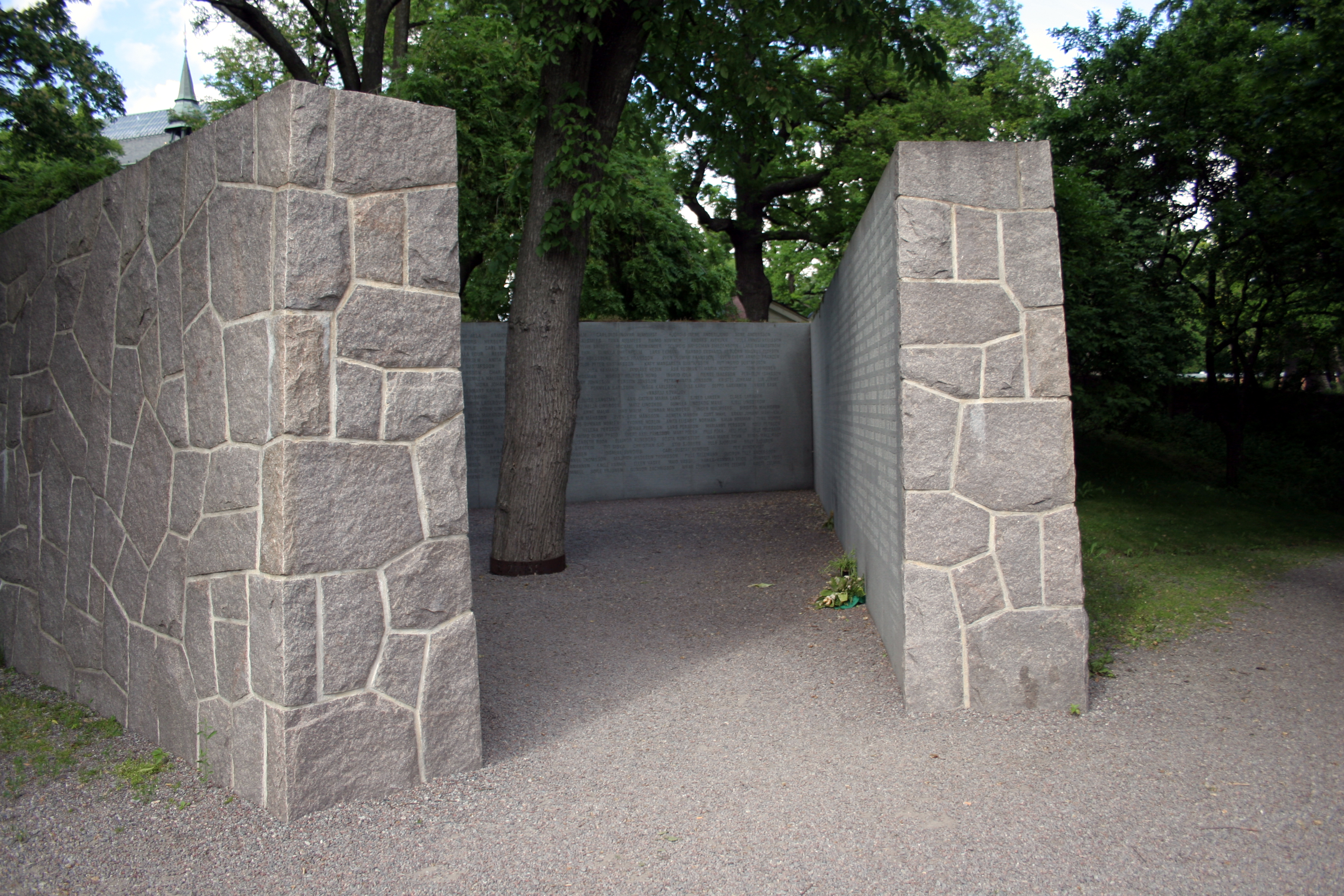
Memorial del M/S Estonia en Estocolmo.

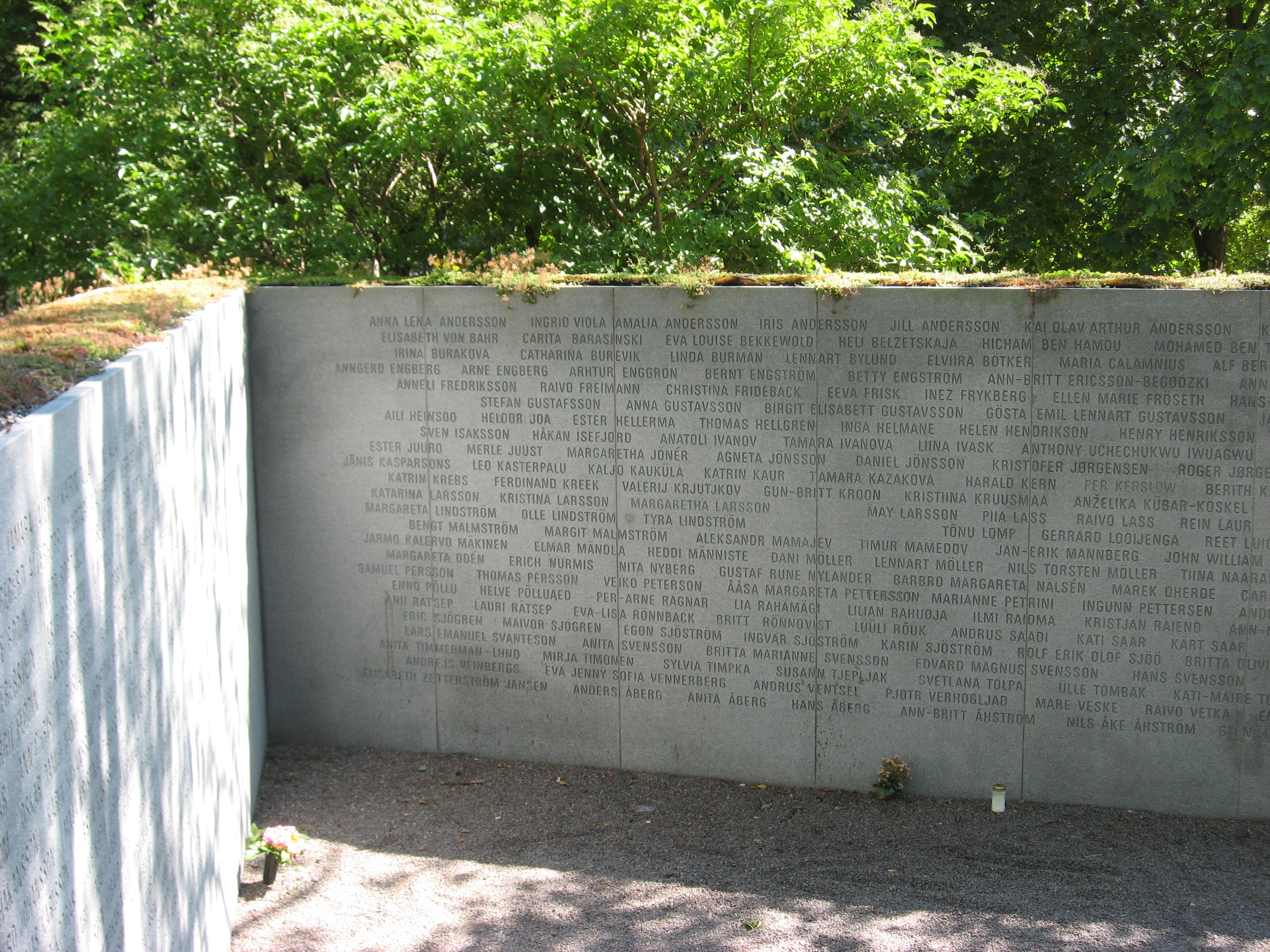
Interior del memorial del M/S Estonia en Estocolmo.

Las videocintas oficiales del desastre demostraron que las cerraduras en la visera de proa habían fallado y que la puerta se había separado del resto del navío. El informe oficial indicó que la visera y la rampa para coches habían sido soldadas en puntos que no permitirían que saltase la alarma de «apertura» en el puente, mientras fuera el caso de una operación normal o un fallo de las cerraduras. No había supervisión por vídeo de esa parte de la cubierta de vehículos. Sin embargo, una cámara de vídeo que supervisaba la rampa interna mostró que el agua inundaba la cubierta de automóviles. Si la tripulación hubiera sabido esto, es probable que hubieran navegado el barco en reversa, lo que podría haber evitado el hundimiento. Las recomendaciones que se aplican a naves similares incluyeron la separación de los mecanismos de los cerrojos y de las bisagras y la adición de supervisión por vídeo (vigilancia con cámaras).

### Investigaciones independientes
Existe un sinnúmero de teorías para explicar el desastre, elementos que han sido justificados por nuevas pruebas resultantes de investigaciones independientes, así como testimonios de testigos. Un aventurero estadounidense, Gregg Bemis, y su equipo realizaron inmersiones en los restos del Estonia, filmaron el casco y recuperaron fragmentos de metal de la nave que, en pruebas de laboratorio, mostraron evidencias de que había tenido lugar una explosión.
La periodista alemana Jutta Rabe también realizó sus propias investigaciones, que dieron lugar a un libro en el que, a su vez, se basó la película de ficción de 2003 Baltic Storm (Tormenta Báltica) donde se presenta al Servicio Secreto Ruso como responsable del hundimiento así como los intentos del gobierno sueco por encubrir las causas de la tragedia. 
Según Stephen Davis publicó en New Statesman en mayo de 2005, la nave llevaría una carga secreta de equipo militar ruso, enviado de forma subrepticia por el MI6 británico, por encargo de la CIA, como parte de los intentos por supervisar el desarrollo del arsenal ruso. Esto explicaría la firma de Gran Bretaña del Acuerdo de Estonia.